# Generalplanskitsen
Generalplanskitsen var et kommuneplanoplæg for Københavns Kommune udarbejdet i 1954.

## Baggrund
Arbejdet med Generalplanskitsen blev indledt i 1952, da arkitekt Peter Bredsdorff var blevet ansat som afdelingsarkitekt i Stadsingeniørens Direktorat, der var ledet af stadsingeniør Poul Vedel. Oplæggets formål var at bringe en oversigt over status med hensyn til byplanspørgsmål i kommunen samt udspil til byplanløsninger på en række områder omfattende fx ny bebyggelse, sanering, ændringer i vejnet og den kollektive trafik.

## Indhold
Generalplanskitsens betydning lå først og fremmest i dens tilstandsanalyser og beskrivelser. I det indledende, historiske afsnit konstaterede man, at København siden midten af 1800-tallet var vokset ud over de oprindelige volde og - trods indlemmelser omkring år 1900 - havde bredt sig ikke blot til de nærmeste omegnskommuner men langt videre. Man konstaterede som afslutning på den historiske redegørelse, at "Københavns kommune er næsten udbygget" og at hovedindsatsen måtte ligge i byfornyelse og sanering. Det blev foreslået, at boligbebyggelsen skulle beskyttes mod overgang til erhverv og at industri og håndværk skulle forhindres i at overtage, når gamle virksomheder flyttede ud.

### Bymidten
For bymidtens vedkommende påpegede man den attraktive beliggenhed for forretningsdrivende, der blandt andet afspejlede sig i grundværdier og pegede på områdets betydning for offentlige institutioner, administration, universitetet mm. Ligeledes blev omtalt problemerne for trafik og forsøg på at løse disse i form af gadegennembrud. Det blev foreslået at lave en zoneplan for bymidten med områder prioriterede for erhverv, især for den såkaldt "cityprægede erhvervsudvikling"

### Brokvartererne
For brokvarterernes vedkommende var det især en uheldig sammenblanding af bolig og erhverv, som blev fremhævet samt behovene for byfornyelse. Som metoder foresloges gårdrydninger og fjernelse af baggårdsbebyggelse for at skabe lys og luft samt offentlige arealer, men også totalsanering blev foreslået.

### Havneområderne
For havneområdernes vedkommende blev der peget på en aflastning af de centrale områder, mens der især mod nord blev forudset en udvidelse af godsomsætning, især i Nordhavnen.

### Trafikplanlægningen
For trafikplanlægningens vedkommende var det vigtigste udspil, at der skulle skabes gode vejadgangsforhold via radialgader til en ringgade, der blev foreslået lagt i tilknytning til søerne, Søringen. Man regnede med en gadedifferentiering, der skulle skabe et sammenhængende net af såkaldte cirkulationsgader mens det øvrige gadenet skulle nedprioriteres for biltrafikkens vedkommende til fordel for gående og cyklister. Med hensyn til parkering foreslog man at prioritere underjordiske parkeringspladser.

### Ingen planbestemmelser
Generalplanskitsen indeholdt ingen egentlige planbestemmelser som samtidige dispositionsplaner eller senere kommuneplaner. Det skyldtes, at sådanne bestemmelser fandtes i en såkaldt "byggelov af 29. marts 1939 for Staden København". Loven og den tilhørende "bygningsvedtægt for Staden København" vedtaget den 14. december 1939 indeholdt de bygningstekniske retningslinjer, som ethvert ny- og ombygningsprojekt skulle overholde. Bestemmelserne gav kommunen et omfattende råderum med hensyn til bebyggelsesmæssige dispositioner, og uden en egentlig dispositionsplan var det praktisk talt uoverskueligt for andre end de indviede at gennemskue kommunens dispositioner. Og loven forudsatte ikke nogen godkendelse fra statslig side.

## Betydning
Generalplanskitsen fik ikke nogen praktisk betydning i samtiden. Først i 1958 tog Borgerrepræsentationen planen til efterretning. I 1959 valgte man dog at tage skitsens ideer om visse restriktioner i den middelalderlige bydel op blandt andet med en højdegrænse på 15 m til gesims for nye bygninger.

### Byfornyelse
Flere af Generalplanskitsens udspil kom dog til at indgå i senere planlægning. Nævnes kan saneringsspørgsmål, der dog først for alvor kom i gang med helhedsplanen for Indre Nørrebro fra 1979. Ved denne blev de mange side- og baghuse samt en stor del af forhusene revet ned og erstattede af nyt tidssvarende byggeri samt med grønne områder, beplantninger, diverse servicefaciliteter for området og lignende. I forbindelse med byfornyelsen blev antallet af indbyggere i området omtrent halveret.

### Søringen
Et andet projekt med udgangspunkt i Generalplanskitsen var forslaget om en ringgade, Søringen, langs søerne i København. Tanken var, at Søringen skulle udgøre byens inderste ringgade, hvilket betød, at der skulle skabes adgang til denne samt at en delvis udfyldelse af Søerne kunne komme på tale. Et udspil blev udarbejdet i skitseform i 1967. Som alternativ til denne løsning blev pege på den såkaldte "Forumlinje" fra 1969. Forumlinjen gik ud på at flytte ringvejen til brokvartererne uden for Søerne. Tanken var, at lave en ringmotorvej med til- og frakørselsramper i tilknytning til Tagensvej og de planlagte radialmotorveje Hareskovlinjen og Vestmotorvejen med videre forbindelse til Digemotorvejen på Amager. Et andet projekt med samme oprindelse var planen om City Plan Vest, der første gang fremkom i 1958, men som fremkom i ny form i 1968. Planen var at totalsanere det indre Vesterbro og i stedet bygge et nyt byområde med tilhørende motorvejsforbindelse og plads til 7.000 parkerede biler i tre kælderetager, kontorbebyggelse i højhuse og luksusboliger øverst. Både motorvejsprojekt og de omfattende byggeplaner blev dog opgivet, da der hverken var planmæssigt belæg eller økonomisk interesse for dem.

### Letbane
Et tredje projekt fra Generalplanskitsen var planerne om en letbaneforbindelse under bymidten. Disse planer blev dog først realiseret i ændret form i form af Københavns Metro, åbnet i 2002.